# Incheon-Klasse
Die Incheon-Klasse, auch als FFX - Future Frigate eXperimental oder HDF 3000 (Ulsan 1) bezeichnet, ist eine Fregatten-Klasse der Marine der Republik Korea (ROKN).

## Entwicklung
Aufgrund der Asienkrise von 1997 wurde der aus den frühen 1990er stammende Plan Fregate 2000, zum Bau einer neuen Generation von Küstenschutzschiffen (Fregatten), abgebrochen. Da aber die Zerstörer der Gearing-Klasse außer Dienst gestellt wurden und die alternde Flotte von Fregatten der Ulsan-Klasse ersetzt werden musste, wurde der Plan als Future Frigate eXperimental wiederbelebt.
Die Marine wollte zunächst vierundzwanzig 3.000-Tonnen-Fregatten beschaffen, um die siebenunddreißig Einheiten der Ulsan-, Pohang- und Donghae-Klasse zu ersetzen. Es wurde aber beschlossen, für das 1. Baulos aus sechs Schiffen die Verdrängung auf 2.700 Tonnen zu verringern. Im Jahr 2008 wurde mit Übernahme der Präsidentschaft von Lee Myung-bak die Verdrängung wiederum auf 2.300 Tonnen verringert.
Das 2. Baulos umfasst acht Einheiten, das 3. Baulos wiederum sechs Schiffe. Das gesamte Planungsziel umfasst zwanzig bis zweiundzwanzig Fregatten.
Der erste Exportkunde sind die Philippinen.

## Technik

### Rumpf
Der Rumpf einer Fregatte der Incheon-Klasse ist 114 Meter lang, 14 Meter breit und hat bei einer maximalen Verdrängung von 3.251 Tonnen einen Tiefgang von 4 Metern.

### Antrieb
Als Antrieb dient eine Kombination aus zwei Dieselmotoren und zwei Gasturbinen (CODOG-Antrieb). Bei diesem wirken je eine Gasturbine vom Typ LM 2500 von General Electric sowie je ein Antriebsdieselmotor von MTU auf ein Getriebe, von dem eine Welle mit Verstellpropeller abgeht. Bei Volllast steht eine Gesamtleistung von 23.600 PS (17.358 kW) aus beiden Gasturbinen zur Verfügung. Die Höchstgeschwindigkeit beträgt 30 Knoten (56 km/h).

### Bewaffnung
Die Bewaffnung besteht aus einem 127-mm-Geschütz in Kaliberlänge 62 (Mark 45 Mod.4) von BAE Systems, zwei Vierfachstartern für SSM-700K Sea Star (Hae Seong)-Seezielflugkörper und zwei Dreifachtorpedorohren für K745 Blue Shark Leichtgewichtstorpedos. Zur Nahbereichsverteidigung steht ein Starter für RIM-116 Rolling Airframe Missile (RAM) auf dem Brückendach und ein Phalanx auf dem Hangardach zur Verfügung.
Zur U-Bootjagd und weiterer Aufgaben kann ein Hubschrauber des Typs Super Lynx oder Wildcat mitgeführt werden.

## Einheiten

### Incheon-Klasse / Daegu-Klasse / Chungnam-Klasse
Die Schiffe für die koreanische Marine wurden in drei Losen beschafft (FFX-I bis FFX-III), wobei die jeweils modifizierten Lose II und III auch jeweils als separate Klasse bezeichnet werden.
Die Daegu-Klasse verdrängt bei einer Länge von 122 m, einer Breite von 14 m und einem Tiefgang von 4 m etwa 3.100 Tonnen. Die nochmals größeren Schiffe der Chungnam-Klasse verdrängen bei einer Länge von 129 m, einer Breite von 14,8 m und einem Tiefgang von 4,2 m etwa 4.300 Tonnen.
| Kennung                   | Name                   | Bauwerft                              | Stapellauf             | Indienststellung       | Anmerkung              |
| Incheon-Klasse (FFX-I)    | Incheon-Klasse (FFX-I) | Incheon-Klasse (FFX-I)                | Incheon-Klasse (FFX-I) | Incheon-Klasse (FFX-I) | Incheon-Klasse (FFX-I) |
| ------------------------- | ---------------------- | ------------------------------------- | ---------------------- | ---------------------- | ---------------------- |
| FFG-811                   | Incheon (인천)         | Hyundai Heavy Industries, Ulsan       | 29. April 2011         | 17. Januar 2013        | aktiv                  |
| FFG-812                   | Gyeonggi (경기)        | Hyundai Heavy Industries, Ulsan       | 18. Juli 2013          | 4. November 2014       | aktiv                  |
| FFG-813                   | Jeonbuk (전북)         | Hyundai Heavy Industries, Ulsan       | 13. November 2013      | Mai 2015               | aktiv                  |
| FFG-815                   | Gangwon (강원)         | STX Offshore & Shipbuilding, Changwon | 12. August 2014        | November 2015          | aktiv                  |
| FFG-816                   | Chungbuk (충북)        | STX Offshore & Shipbuilding, Changwon | 23. Oktober 2014       | 26. Januar 2016        | aktiv                  |
| FFG-817                   | Gwangju (광주)         | STX Offshore & Shipbuilding, Changwon | 11. August 2015        | 9. November 2016       | aktiv                  |
| Daegu-Klasse (FFX-II)     |                        |                                       |                        |                        |                        |
| FFG-818                   | Daegu (대구)           | DSME, Geoje                           | 2. Juni 2016           | 1. Februar 2018        | aktiv                  |
| FFG-819                   | Gyeongnam (경남)       | DSME, Geoje                           | 21. Juni 2019          | 4. Januar 2021         | aktiv                  |
| FFG-821                   | Seoul (서울)           | Hyundai Heavy Industries, Ulsan       | 11. November 2019      | Juli 2021              | aktiv                  |
| FFG-822                   | Donghae (동해)         | Hyundai Heavy Industries, Ulsan       | 29. April 2020         | 10. November 2021      | aktiv                  |
| FFG-823                   | Daejeon (대전)         | DSME, Geoje                           | 3. Mai 2021            | 28. Februar 2023       | aktiv                  |
| FFG-825                   | Pohang (포항)          | DSME, Geoje                           | 8. September 2021      | 2023                   | aktiv                  |
| FFG-826                   | Cheonan (천안)         | Hyundai Heavy Industries, Ulsan       |                        | 19. Mai 2023           | aktiv                  |
| FFG-827                   | Chuncheon (춘천)       | Hyundai Heavy Industries, Ulsan       | 22. März 2022          | 24. Oktober 2023       | aktiv                  |
| Chungnam-Klasse (FFX-III) |                        |                                       |                        |                        |                        |
| FFG-828                   | Chungnam (충남)        | Hyundai Heavy Industries, Ulsan       | 10. April 2023         |                        | in Ausrüstung          |
| FFG-829                   | Gyeongbuk              | SK Oceanplant                         | 20. Juni 2025          |                        | im Bau                 |
| FFG-831                   |                        | SK Oceanplant                         |                        |                        |                        |
| FFG-832                   |                        | SK Oceanplant                         |                        |                        |                        |
| FFG-833                   |                        | Hanwha Ocean, Geoje                   |                        |                        |                        |
| FFG-835                   |                        | Hanwha Ocean, Geoje                   |                        |                        |                        |

### José Rizal-Klasse
Im Jahr 2016 bestellten die Philippinen zwei Mehrzweckfregatten für ihre Marine, welche auf dem Fregattenentwurf HDF-3000 von Hyundai Heavy Industries (HHI) basieren und speziell für die philippinischen Anforderungen abgestimmt wurde. Dieser Entwurf wird von Seiten des Herstellers als HDF-2600 bezeichnet und von Seiten der Philippinischen Marine nach dem Typschiff als José Rizal-Klasse. Die Schiffe verdrängen bei einer Länge von 107,5 m, einer Breite von 13,8 m und einem Tiefgang von 3,65 m etwa 2.600 Tonnen.
| Kennung | Name         | Bauwerft                        | Kiellegung       | Stapellauf       | Indienststellung | Anmerkung |
| ------- | ------------ | ------------------------------- | ---------------- | ---------------- | ---------------- | --------- |
| FF-150  | José Rizal   | Hyundai Heavy Industries, Ulsan | 16. Oktober 2018 | 23. Mai 2019     | 10. Juli 2020    | aktiv     |
| FF-151  | Antonio Luna | Hyundai Heavy Industries, Ulsan | 23. Mai 2019     | 8. November 2019 | 19. März 2021    | aktiv     |

### Miguel Malvar-Klasse
Im Jahr 2021 bestellten die Philippinen zwei weitere Mehrzweckfregatten, welche auf dem Fregattenentwurf HDC-3100/HDF-310 von HHI basieren und ebenfalls für die philippinischen Anforderungen abgestimmt wurde. Dieser Entwurf wird von Seiten der Philippinischen Marine nach dem Typschiff als Miguel Malvar-Klasse bezeichnet. Die Schiffe verdrängen bei einer Länge von 118,4 m, einer Breite von 14,9 m und einem Tiefgang von 3,7 m etwa 3.200 Tonnen. Die Schiffe besitzen ein VLS mit 16 Zellen für MICA-Flugkörper von MBDA.
| Kennung | Name          | Bauwerft                        | Kiellegung        | Stapellauf    | Indienststellung | Anmerkung     |
| ------- | ------------- | ------------------------------- | ----------------- | ------------- | ---------------- | ------------- |
| FFG-06  | Miguel Malvar | Hyundai Heavy Industries, Ulsan | 22. November 2023 | 18. Juni 2024 | 20. Mai 2025     | aktiv, im Bau |
| FFG-07  | Diego Silang  | Hyundai Heavy Industries, Ulsan | 14. Juni 2024     | 27. März 2025 |                  | aktiv, im Bau |